# Gregorio Pedro XV Agagianian
Gregorio Pedro XV Agagianian (en armenio: Գրիգոր Պետրոս Աղաճանեան, romanizado: Krikor Bedros ŽĒ Aghajanian; en georgiano: კრიკორ ბედროს აგაჯანიანი; en francés: Grégoire-Pierre XV Agagianian), de nombre secular Ghazaros Agagianian (Ղազարոս Աղաճանեան, Ghazaros Aghajanian; Akhaltsikhe, 18 de septiembre de 1895-Roma, 16 de mayo de 1971) fue un cardenal georgiano. Ejerció como patriarca emérito de Cilicia de los Armenios, la cabeza de la Iglesia católica armenia, y fue prefecto de la Congregación para la Propagación de la Fe. Es venerado en la Iglesia católica, habiendo sido declarado siervo de Dios por el papa Francisco. Su fiesta se celebra cada año el 16 de mayo.

## Biografía
Nació el 18 de septiembre de 1895 en la localidad de Akhaltsikhe y fue bautizado con el nombre de pila de Gazaros (Ղազարոս, 'Lázaro'). Agagianian cursó sus estudios en el seminario de Tiflis y más tarde en el Pontificio de la Universidad Urbaniana de Roma.
Fue ordenado sacerdote en Roma el 23 de noviembre de 1917 y volvió a Tiflis donde ejerció su ministerio hasta 1921. De vuelta en Roma, entre 1921 y 1932 fue profesor del Pontificio Ateneo "De Propaganda Fide" y del Pontificio Colegio Armenio, del cual además fue rector desde 1932 hasta 1937. El 5 de agosto de 1932 se le confirió el título honorario de "Camarero Privado de Su Santidad". En 1935 fue Visitador Apostólico del Instituto Patriarcal de Bzommar en Beirut, Líbano.
Agagianian fue elegido obispo por el papa Pío XI el 11 de julio de 1935, y fue consagrado diez días después en la iglesia de San Nicolás de Tolentino, la parroquia nacional de los católicos Armenios en Roma por Sergio Der Abrahamian, prelado en Roma para los fieles del rito armenio. Se le asignó la sede in partibus infidelium de Comana de Armenia. Fue elegido Patriarca de Cilicia de los Armenios (con sede en Beirut, Líbano) por el Sínodo de Armenia el 30 de noviembre de 1937 y ratificado por Pío XI el 13 de diciembre siguiente. Jugó un papel importante en la ciudad armenia de Kesab, cuando evitó que esta se anexionara al territorio turco en 1939 cabildeando apoyo de los parisinos para asegurarse de que estaba exenta de la anexión.
Recibió el título de cardenal presbítero de San Bartolomé en la Isla, el 18 de febrero de 1946 de manos de Pío XII. También fue nombrado presidente de la Pontificia Comisión Revisora del Código de Derecho Canónico Oriental el 2 de julio de 1955. Pro-prefecto de la Sagrada Congregación de Propaganda Fide (actual Congregación para la Evangelización de los Pueblos) el 18 de junio de 1958 y Prefecto de la misma el 18 de julio de 1960. 
El cardenal Agagianian participó en los cónclaves papales de 1958 y 1963. En ambos su nombre figuró entre los papables, en especial en este último. Sin embargo, según algunas especulaciones,[¿cuál?] atentó contra sus posibilidades el hecho de provenir de Armenia, en ese tiempo bajo el yugo de la Unión Soviética.[cita requerida]
Durante el cónclave de 1958 celebrado tras la muerte de Pío XII, Agagianian recibió un gran número de votos, acercándose la mayoría necesitada para elección. Esto fue confirmado por el papa elegido, Juan XXIII. El cardenal Agagianian fue también considerado papable en el cónclave de 1963, del cual se eligió a Pablo VI y según el sitio web de la Iglesia católica armenia, era también rumor que fue elegido en aquel cónclave pero no aceptó el cargo.
Juan XXIII nombró a Agagianian para ser un miembro del cuerpo principal del Concilio Vaticano II junto con los cardenales Suenens, Döpfner y Lercaro. Fue Pro-Prefecto de la Congregación Sagrada para la Propagación de la Fe desde 1958 y Prefecto entre el 18 de julio de 1960 y el 19 de octubre de 1970.
Renunció como patriarca de la Iglesia católica armenia el 25 de agosto de 1962. El 11 de febrero de 1965 el papa Pablo VI decretó en su motu proprio el Anuncio Purpuratorum Patrum que Patriarcas Orientales quienes fuerpon ascendidos a la Universidad de Cardenales serían obispos cardinales preparados, clasificados después de la suburbicaria cardenal-obispos, pero ya no forman parte del clero romano y no se les asignará cualquier iglesia romana o diaconía, su sistema patriarcal cambia al de cardenal. Aun así, debido a que el cardenal Agagianian ya había dimitido del patriarcado católico armenio, quedó como cardenal-presbítero de San Bartolomé en la Isla y no fue automáticamente ascendido al orden de los cardenales-obispos. El 22 de octubre de 1970, Agagianián fue nombrado Cardenal-Obispo de Albano. Ha sido el patriarca o patriarca emérito de una iglesia católica oriental más reciente en ser nombrado cardenal-obispo con titular a una sede suburbicaria. Otros patriarcas orientales católicos que han sido cardenales desde 1965 han sido elevados al rango de cardenal-obispo, pero no asignados a una suburbicaria.[cita requerida]
El 19 de octubre de 1970 renunció a su cargo de Prefecto de la "Propaganda Fide" y tres días más tarde se le confirió el título de Cardenal obispo de la sede suburbicaria de Albano.

## Muerte
Falleció de cáncer el 16 de mayo de 1971 en Roma, a los 75 años. Fue sepultado en la Iglesia de San Nicola da Tolentino, la misma iglesia donde fue consagrado como obispo.

## Causa de beatificación y canonización
El cardenal Angelo DeDonatis, vicario general del papa Francisco, emitió un decreto el 4 de febrero de 2020 dando inicio oficial al proceso de beatificación y canonización del cardenal Agagianian. La causa se inauguró oficialmente el 28 de octubre de 2022.

## Legado
En 1938, siguiendo al acuerdo entre las autoridades coloniales francesas y los turcos el Sanjak de Alexandretta (más tarde rebautizados como Hatay) de Siria fue anexionada a Turquía. En 1939, muchas partes de la ciudad de Kesab habitadas por armenios fueron separadas de Turquía e incluidas dentro de las fronteras sirias gracias a los esfuerzos de la comunidad armenia de París, el cardenal Agagianian y el representante del papa en Siria y el Líbano Remi Leprert. El Gobierno sirio del presidente Bashar al-Ásad, honró a Agagianian renombrando una de las calles principales de Alepo en su honor.